# Queratoprótesis

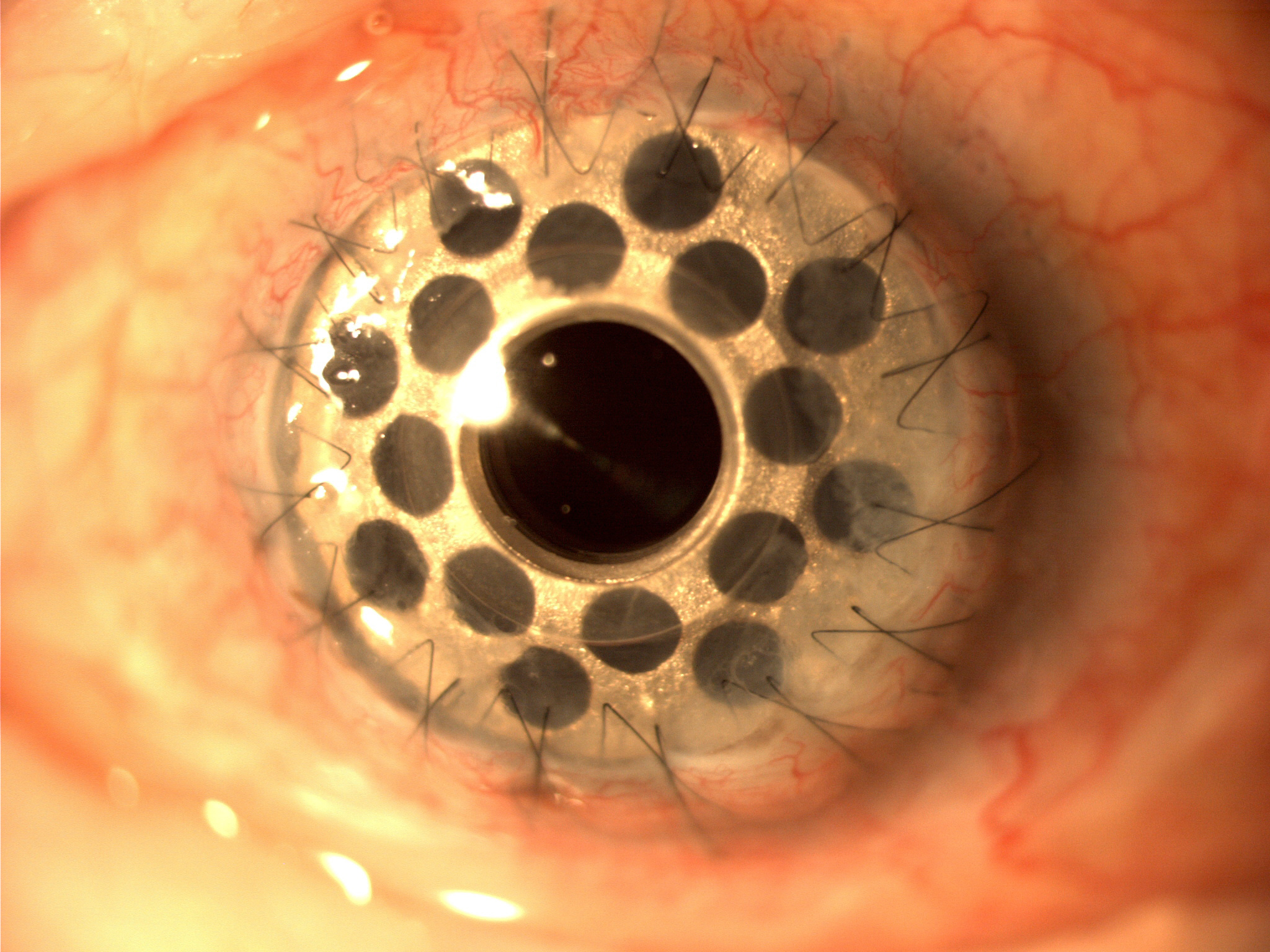
Ejemplo de queratoprótesis implantada con éxito.

La queratoprótesis es una prótesis fabricada de un material transparente, con la que se sustituye mediante una intervención quirúrgica, la córnea natural de un paciente.
Este procedimiento terapéutico se emplea para mejorar la visión de aquellas personas que necesitan un trasplante de córnea, pero no es posible realizarlo, por alguna complicación o intentos previos fracasados.

## Tipos
Existen dos tipos, las fabricadas totalmente con algún material sintético, como la queratoprótesis tipo Boston o Boston KPro, y las osteo-odonto-queratoprótesis, en las cuales se utilizan un diente del propio individuo como soporte para una córnea artificial.

## Indicaciones
Está indicada su utilización en enfermedades de la córnea en las que esta se opacifica y no permite el paso de la luz, pero solamente en aquellos casos en los que la agudeza visual es muy reducida y el trasplante de córnea humana no es posible o se ha intentado realizarlo con fallo repetido.
Las enfermedades en las que se emplea más corrientemente son las quemaduras térmicas o químicas del ojo, el tracoma ocular, el Síndrome de Stevens-Johnson, el Síndrome de Lyell, el Síndrome de Sjögren.